# Bartos Gyula
Bartos Gyula, született Prinz Sámuel (Szeged, 1872. április 7. – Budapest, 1954. május 21.) Kossuth-díjas magyar színész, érdemes művész, a Nemzeti Színház örökös tagja.

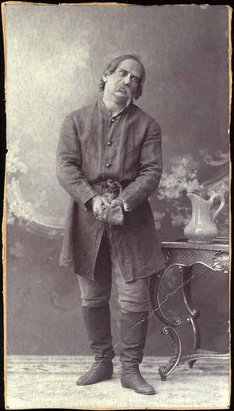
Katona József: Bánk bán. Nemzeti Színház. Bemutató: 1905. Tiborc: Bartos Gyula.

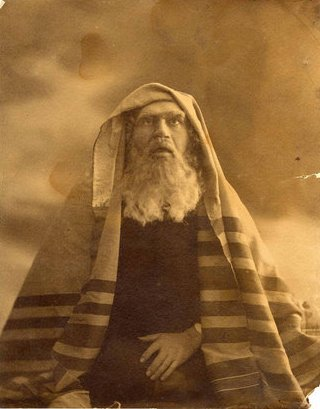
Shakespeare: A velencei kalmár. Társulat: Nemzeti Színház, Budapest. Bemutató: 1923. Szereplők: Tubal: Bartos Gyula.

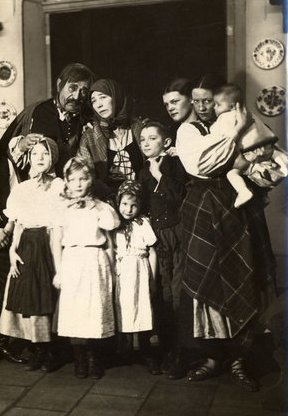
Indig Ottó: Tűz a Monostoron. Társulat: Nemzeti Színház. Bemutató: 1932.11.18. Rendező: Csathó Kálmán. Szereplők: Hupuczi, csizmadia: Bartos Gyula, Hupucziné: Vaszary Piri, Máriskó: Vándory Margit, Regina, Hupucziék lánya: Eőry Kató

## Életútja
Bartos (Prinz) Vilmos kereskedő és Grünfeld Júlia fiaként született. 15 évesen elszökött otthonról, és beállt színésznek. Előbb Pesti Ihász Lajos színigazgatónál működött, majd Szabadhegyi Aladárhoz szerződött, de ez az igazgatója elvesztette koncesszióját, mire visszakerült az iskolába és letette az érettségit. Ezután beiratkozott a Színművészeti Akadémiára, ahol Bercsényi Béla, Császár Imre és Jászai Mari voltak tanárai. 1895-ben végzett, majd Kövessy Albert sátoraljaújhelyi társulatához szerződött. Működött még Nyitrán és Vácon is, onnan 1896-ban Megyeri Dezsőhöz került Kolozsvárra, majd 1899-től 1907-ig Krecsányi Ignác együttesében játszott. Ezután újra Kolozsvárra került, innen ismét Szegedre, végül Temesvár és Buda színpadjain működött. 1906. június 7-én mint vendég fellépett a Nemzeti Színházban a Folt, amely tisztít c. dráma Don Justo szerepében és ez évben szerződtették. Mint szerződött tag, 1907. május 13-án lépett föl először, 1932-ben az intézmény örökös tagja lett.

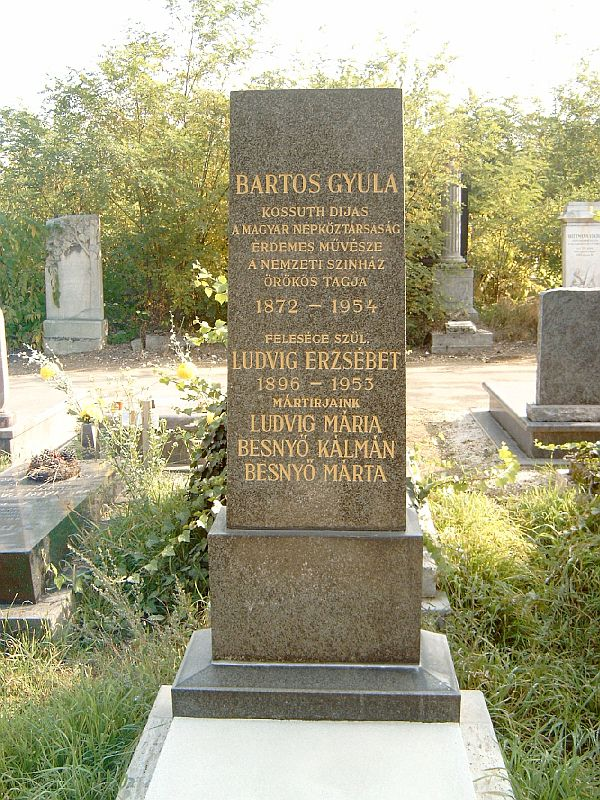
Bartos Gyula sírja Budapesten. Kozma utcai izraelita temető: 5B-10-27.

1939 után a második zsidótörvény miatt nem léphetett színpadra, csak a Goldmark Színházban láthatta a közönség. 1945-től haláláig újból a Nemzeti Színház művésze lett. Legparádésabb szerepével, a Lear királlyal tért vissza.

## Magánélete
Első felesége a kecskeméti születésű Szakács Róza Éva volt, 1907. június 25-én Kecskeméten kötöttek házasságot. 1910-ben elváltak. 1919. január 18-án Budapesten vette feleségül Ilovszky Ilona Amáliát, azonban második házassága is válással végződött. Ludvig Erzsébettel kötötte harmadik házasságát 1937. július 1-jén Budapesten, amely feleségének 1953-ban bekövetkezett haláláig tartott. Második házasságából született egyetlen gyermeke, Bartos Klára 1919-ben. Unokája Tóth Titusz színművész.

## Színpadi szerepei
- Shakespeare: Lear király... Lear király
- Shakespeare: A velencei kalmár... Shylock
- Molière: A fösvény... Harpagon
- Molière: A képzelt beteg... Purgó
- Katona József: Bánk bán... Tiborc
- Szigligeti Ede: A cigány... Zsiga
- Szigligeti Ede: Liliomfi... Kányai
- Szigeti József: Rang és mód... Bannay Gerő
- Tóth Ede: A falu rossza... Feledi Gáspár
- Csathó Kálmán: Te csak pipálj, Ladányi... Pókai Péter
- Csepreghy Ferenc: A piros bugyelláris... Peták káplár
- Csepreghy Ferenc - Erkel Elek: Sárga csikó... Csorba Márton
- Gárdonyi Géza: A bor... Mihály bácsi
- Gárdonyi Géza: Falusi verebek... A kérő
- Géczy István: A Sárdi-ház... Sárdi Tamás
- Gogol: Éjjeli menedékhely... Luka
- Hauptmann: Elga... Timoska, a kulcsár
- Hauptmann: A bunda... Mitteldorf, a rendőr
- Herczeg Ferenc: Ocskay brigadéros... Szörényi
- Herczeg Ferenc: Honthy háza... Öreg püspök
- Victor Hugo: A notre dame-i toronyőr... Claude Frollo
- Henrik Ibsen: A vadkacsa... Az öreg Ekdal
- Madách Imre: Az ember tragédiája... Lovel
- Rostand: Cyrano... Castel-Jaloux
- Schiller: Ármány és szerelem... Miller zenész
- Shakespeare: A makrancos hölgy... Babtiste
- Shakespeare: Othello... Jágó
- Shakespeare: Julius Caesar... Cassius
- Shakespeare: Rómeó és Júlia... Lőrinc barát
- Shakespeare: Antonius és Cleopatra... Menenius, Enoborbus
- Szigeti József: A vén bakancsos és fia, a huszár... Veres csaplár

## Filmjei

### Némafilmek
- Szent Péter esernyője (1917)
- A riporterkirály (1917)
- A gólyakalifa (1917)
- Faun (1917)
- Az aranyember (1918)
- Fehér rózsa (1919)
- Vörösbegy (1921)
- A 111-es (1920)

### Hangosfilmek
- Fekete hajnal (1942)
- Úri muri (1950)
- Déryné (1951)
- Föltámadott a tenger (1953)

## Díjai, elismerései
- A Nemzeti Színház örökös tagja (1932)
- Kossuth-díj (1952)
- Érdemes művész (1952)